# Шарлот (Тенеси)
Шарлот (енгл. Charlotte) град је у америчкој савезној држави Тенеси.

## Демографија
По попису из 2010. године број становника је 1.235, што је 82 (7,1%) становника више него 2000. године.
| Група             | 2000.       | 2010.         |
| Белци             | 994 (86,2%) | 1.070 (86,6%) |
| Афроамериканци    | 123 (10,7%) | 121 (9,8%)    |
| Азијати           | 2 (0,2%)    | 0 (0,0%)      |
| Хиспаноамериканци | 14 (1,2%)   | 30 (2,4%)     |
| Укупно            | 1.153       | 1.235         |